# 氢氧化钾
氢氧化钾（化学式：KOH），俗稱苛性鉀，白色固体，溶于水、醇，但不溶于醚。在空气中极易吸湿而潮解。它在水中可以解离出OH−，是一种强碱。在多数有机溶剂中，其碱性和叔丁醇钠相当。
氢氧化钾是典型的強鹼，有許多工業上的應用，大部份的應用都是因為氢氧化钾可以和酸反應，以及氢氧化钾本身的腐蝕性。2005年生產的氢氧化钾估計有700,000至 800,000噸，約為氢氧化鈉的百分之一。氢氧化钾常用來製造軟肥皂和液體肥皂，也用來製備含鉀的化學物質。

## 制备
可從電解飽和的氯化鉀水溶液製得。
{\displaystyle {\ce {2KCl + 2H2O = 2KOH + Cl2 ^ + H2 ^}}}
古法會用碳酸钙加熱，再和水及草木灰反應，生成氢氧化钾。
先將碳酸钙高温加热碳酸钙生成氧化钙
{\displaystyle {\rm {CaCO_{3}{=\!=\!=\!=}CaO+CO_{2}\uparrow }}}
再將氧化钙与水反应生成氢氧化钙
{\displaystyle {\ce {CaO + H2O = Ca(OH)2}}}
最後將氢氧化钙与草木灰反应生成氢氧化钾
{\displaystyle {\ce {Ca(OH)2 + K2CO3 = CaCO3 v + 2KOH}}}
事實上，水与金属钾反應也會生成氫氧化鉀，但反應十分劇烈，不宜使用：
{\displaystyle {\rm {2K+2H_{2}O{=\!=\!=\!=}2KOH+H_{2}\uparrow }}}

## 物理性质
氢氧化钾是白色吸湿性固体，高于熔点极易升华。 极易溶于水和乙醇。固體氫氧化鉀為白色正交結晶，市售品有塊狀、小颗粒状和片狀。

## 化學性質
氫氧化鉀是一種強鹼，所以可以跟硫酸、鹽酸等酸發生酸鹼中和反應，生成相應的鉀鹽和水。
例子：氫氧化鉀跟鹽酸的反應：
{\displaystyle {\ce {KOH + HCl -> KCl + H2O}}}
氫氧化鉀跟硫酸的反應：
{\displaystyle {\ce {2KOH + H2SO4 -> K2SO4 + 2H2O}}}
而且，氫氧化鉀也可以跟酸性氣體反應，生成相應的鉀鹽和水。例如跟二氧化碳反應會得到碳酸鉀：
{\displaystyle {\ce {2KOH + CO2 -> K2CO3 + H2O}}}
碳酸鉀繼續跟二氧化碳反應會得到碳酸氫鉀：
{\displaystyle {\ce {K2CO3 + CO2 + H2O -> 2KHCO3}}}
跟二氧化硫反應會得到亞硫酸鉀：
{\displaystyle {\ce {2KOH + SO2 -> K2SO3 + H2O}}}

### 有機反應
氫氧化鉀可以提供氫氧根離子，氫氧根離子是一種很好的親核試劑，可以參與親核取代反應。例如，可以使氯乙烷變成乙醇。
而且，氫氧化鉀可以參與酯的水解，生成相應的羧酸鉀鹽和醇類。

## 安全性
有强烈腐蚀性，溶於水放出大量熱。吸入后强烈刺激呼吸道或造成灼伤。皮肤和眼直接接触可引起灼伤，一旦眼睛或皮膚接觸到氫氧化鉀，迅速將受傷部位以水不斷沖洗15 分鐘以上；口服會灼伤消化道，可致命。

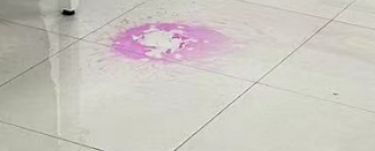
氢氧化钾泼洒事故，因为酚酞而显红色

## 用途
- 氢氧化钾用作生產鉀鹽，如硝酸鉀、高錳酸鉀、亞硝酸鉀、磷酸氫二鉀等。日化工業用作製造肥皂。電池工業用於製造鹼性電池的電解質。氢氧化钾在有机合成工业中也发挥重要作用。
- 在实验室中，作为重要的碱性试剂，用于多种化合物的制备与酸碱中和滴定等。

## 外部連結
- Newscientist article dn10104
- MSDS from JTBaker （页面存档备份，存于）
- CDC - NIOSH Pocket Guide to Chemical Hazards （页面存档备份，存于）